# Televisión Española
La Televisión Española (TVE) è l'azienda pubblica televisiva operante in Spagna, parte di RTVE. Essa è sostenuta economicamente dalle sovvenzioni governative e da altre fonti come la vendita di programmi all'estero, poiché in Spagna ormai da decenni è stato abolito il canone televisivo a causa dell'alta evasione, e dal 2010 non trasmette spot. La TVE complessivamente fa parte di RTVE, l'ente pubblico spagnolo per le trasmissioni radio-televisive, riorganizzato dopo le due riforme televisive volute dal governo Zapatero. Dal 1º gennaio 2010 la TVE non trasmette più pubblicità, eccetto quella degli eventi sportivi e sui cosiddetti "patrocini culturali".

## Storia
TVE iniziò le sue trasmissioni il 28 ottobre 1956. In seguito nel 1966 al canale VHF già esistente fu aggiunto il secondo in UHF, che dopo cambierà nome in TVE 2 o La 2. I due canali sono oggi conosciuti come La 1 e La 2.
Questi due canali televisivi furono gli unici in Spagna fino ai primi anni '80 quando, in seguito alla progressiva liberalizzazione del mercato televisivo, nacquero nuovi canali: nel 1983 un tentativo di dare un terzo canale a TVE su base regionale come accaduto in Francia e Italia, si trasformò invece nella possibilità, per le comunità autonome spagnole, di dotarsi di propri canali; mentre nel 1990 nacquero le private nazionali Antena 3, Telecinco e Canal+. Da allora per la televisione di stato TVE iniziò un progressivo calo dell'audience, che attualmente oscilla intorno al 17% (dato riferito per tutte le reti del gruppo). Il programma più seguito è il Telediario trasmesso su La 1.
A marzo 2008 ha lanciato la piattaforma on line TVE a la carta che propone alcuni suoi programmi e dirette streaming, poi rinominata RTVE a la carta e infine RTVE Play. Da marzo 2010 ha cessato di trasmettere nella televisione analogica terrestre.

## Trasmissioni
Altri programmi con grande seguito sono l'Eurovision Song Contest, alcune fiction (ad esempio Cuéntame cómo pasó, La señora, Águila roja, El ministerio del tiempo e La promessa), alcuni programmi di approfondimento e, di recente, il fortunato talent show culinario MasterChef che ha superato 10 edizioni tra versione standard, Junior e Celebrity. Nel 2005 ha iniziato a trasmettere su digitale terrestre e ai canali generalisti si sono affiancati 24h (all-news), Teledeporte (sport) e Clan (ragazzi). L'anno dopo ha festeggiato i 50 anni di attività, ricordati in un canale apposito che condivideva il segnale con Clan. Un altro canale, TVE Internacional, è ricevibile in tutto il mondo via satellite, (hot Bird 13° est in Italia). Esso trasmette i migliori contenuti dei cinque, anche in diretta. È stato creato anche un canale in alta definizione, in onda sul digitale terrestre, TVE HD (testato durante le Olimpiadi di Pechino), la cui copertura ha raggiunto tutto il territorio spagnolo il 3 aprile 2010, data dello spegnimento del sistema analogico. Dal 1º gennaio dello stesso anno TVE non trasmette più pubblicità. Dal 31 dicembre 2013 TVE HD è stato sostituito dalla versione HD di La 1. Il 18 gennaio 2016, Star HD, un canale ad alta definizione rivolto al pubblico americano, ha iniziato a trasmettere la sua programmazione basata su serie di fiction e di intrattenimento.

## Canali televisivi
| Logo | Canale            | Data di lancio    | Formato | Descrizione |
| ---- | ----------------- | ----------------- | ------- | --- |
|      | La 1              | 28 ottobre 1956   | 4K, HD  | Primo servizio televisivo creato in Spagna, orientato all'attualità e all'intrattenimento, con serie, film, riviste e notizie.                                                                                         |
|      | La 2              | 15 febbraio 1966  | HD      | Seconda rete spagnola, con un palinsesto dedicato a documentari, cinema, talk show, notizie, cultura e musica. |
|      | TVE Internacional | 1º dicembre 1990  | HD      | Canale generale internazionale che trasmette programmi di propria produzione in diretta o preregistrati rispetto a La 1, La 2 e 24h. È disponibile in diversi segnali a seconda della regione geografica di ricezione. |
|      | Teledeporte       | 12 febbraio 1994  | HD      | Canale tematico che trasmette gare sportive e notiziari di cronaca sportiva. |
|      | 24 Horas          | 15 settembre 1997 | HD      | Canale notiziario in onda anche sugli altri canali TVE. È il primo canale di notizie in Spagna e possiede anche una versione estera intitolata 24 Horas Internacional.                                                 |
|      | Clan              | 10 dicembre 2005  | HD      | Canale tematico destinato principalmente ai bambini. Dal 2017 ha anche una versione estera, Clan Internacional. |
|      | Star TVE HD       | 18 gennaio 2016   | HD      | Canale internazionale operante in America, a pagamento, con serie TVE di intrattenimento. |

## Loghi

1956-1962
1962-1991
1991-2008
Dal 2008